# Tridenchthonius parvidentatus
Tridenchthonius parvidentatus es una especie de arácnido del orden Pseudoscorpionida de la familia Tridenchthoniidae.

## Distribución geográfica
Se encuentra en Sudamérica.